# Sheikh Abd al-Gurnah

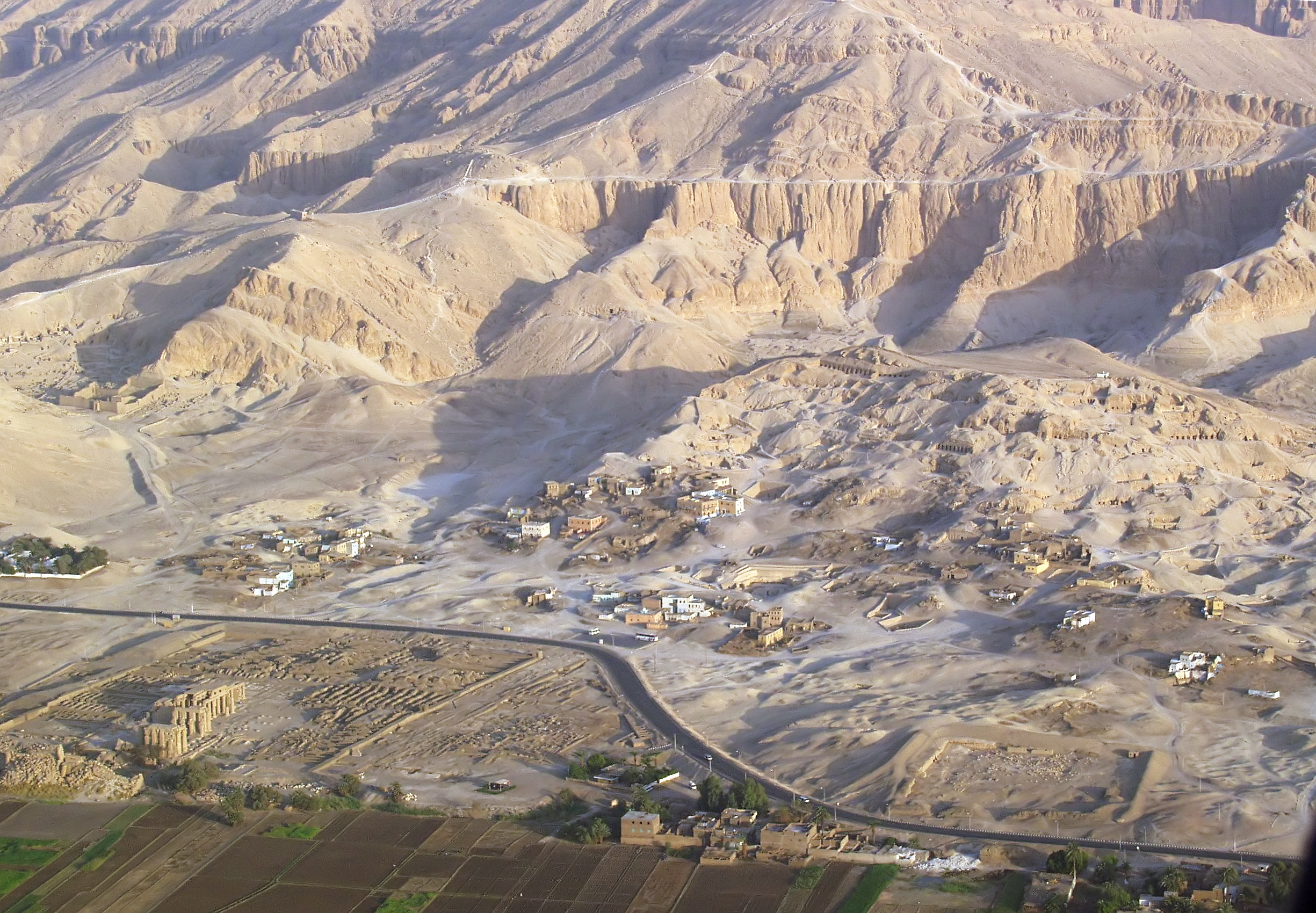
Sheikh Abd al-Gurnah

La necròpolis de Sheikh Abd al-Gurnah (o Sheikh Abd al-Qurnah), o simplement Qurna, fou un cementiri de la Necròpolis Tebana, a la riba oest del riu Nil, enfront de l'antiga Tebes (avui Luxor). El seu nom ve probablement d'Al-Qurn (El pic) per la muntanya de 482 m on s'ubica i pel nom del poble que s'hi va construir. Fou una de les necròpolis dels alts dignataris i membres de la cort de l'Imperi Nou, i està al sud-oest del cementiri d'Al Khokha, en el conjunt de cementiris anomenat la Vall dels nobles, al nord del Ramesseum, i al sud-est dels temples de Deir el-Bahari. Dins del conjunt de cementiris que forment la Vall dels nobles és possiblement el més important, tant pel nombre de tombes, com per la importància dels personatges que s'hi van enterrar i per la qualitat de les tombes en si, i és també un dels més visitats.

## El poble i la seva història

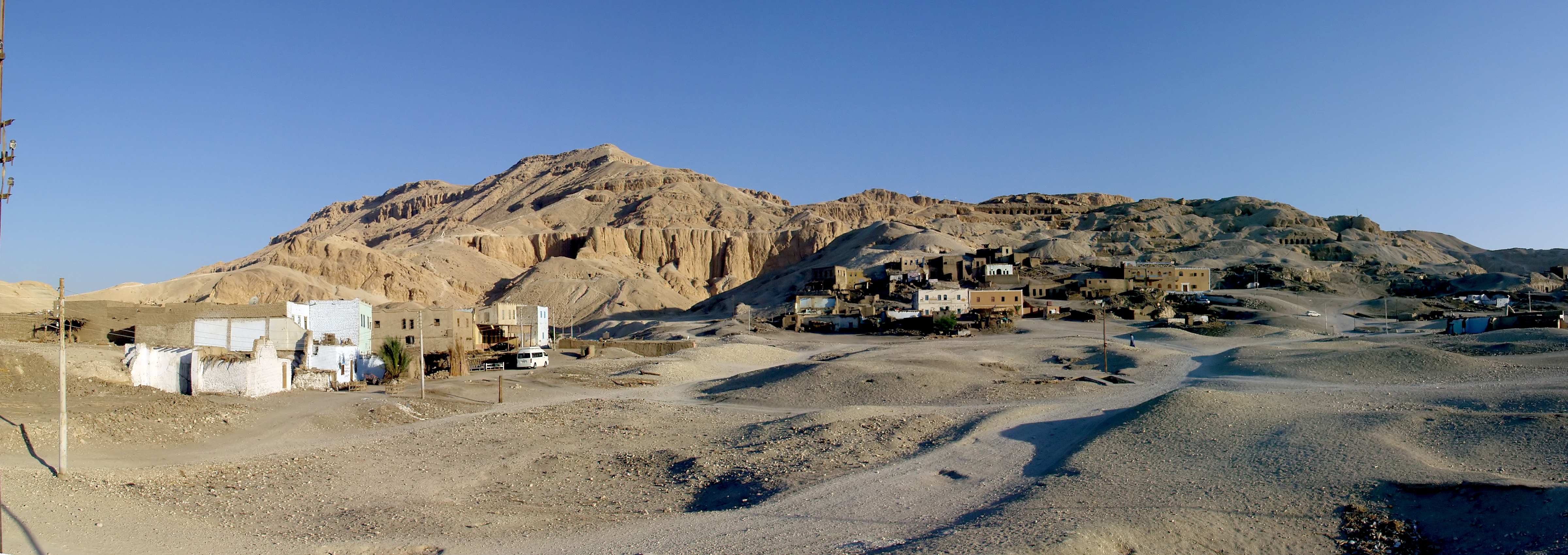
L'antic poble d'al-Qurna

El poble compta amb una llarga tradició de saquejadors de tombes. Moltes de les cases es van construir sobre els passadissos i corredors de tombes de la zona, i els seus habitants s'han passat segles a cavall entre la legalitat i la il·legalitat, excercint tant de lladres de tombes, com de comerciants d'antiguitats i marxants i també han fet de guies per a diverses expedicions i excavacions arqueològiques, i també per als turistes que visiten la zona i la Vall dels Reis. Alguns dels habitants del poble van participar directament en el descobriment i l'excavació de la tomba de Tutankamon, la KV62. Existeixen diverses estirps de lladres del poble conegudes, però els més famosos són els Abd el-Rasul i els seus descendents, lladres de tombes i antiquaris alhora, tres germans de la familia van aparèixer a la premsa internacional a finals del segle xix, quan es va saber que "havien trobat" l'amagatall de les mòmies reials de Deir el-Bahari, la tomba de Pinedjem II i la seva família (avui catalogada com a TT320), on els Summes Sacerdots d'Amon, a principis del Tercer període intermedi, havien amagat una cinquantena de mòmies de faraons i de membres de la família reial. Els Abd el-Rasul van estar uns deu anys buidant els objectes de la tomba i venent-los al mercat negre fins que les autoritats se'n van assabentar el 1881 i el descobriment es va fer públic. Es sospita que els germans havien estat saquejant també un amagatall de mòmies de Summes Sacerdots i possiblement altres tombes de la zona.

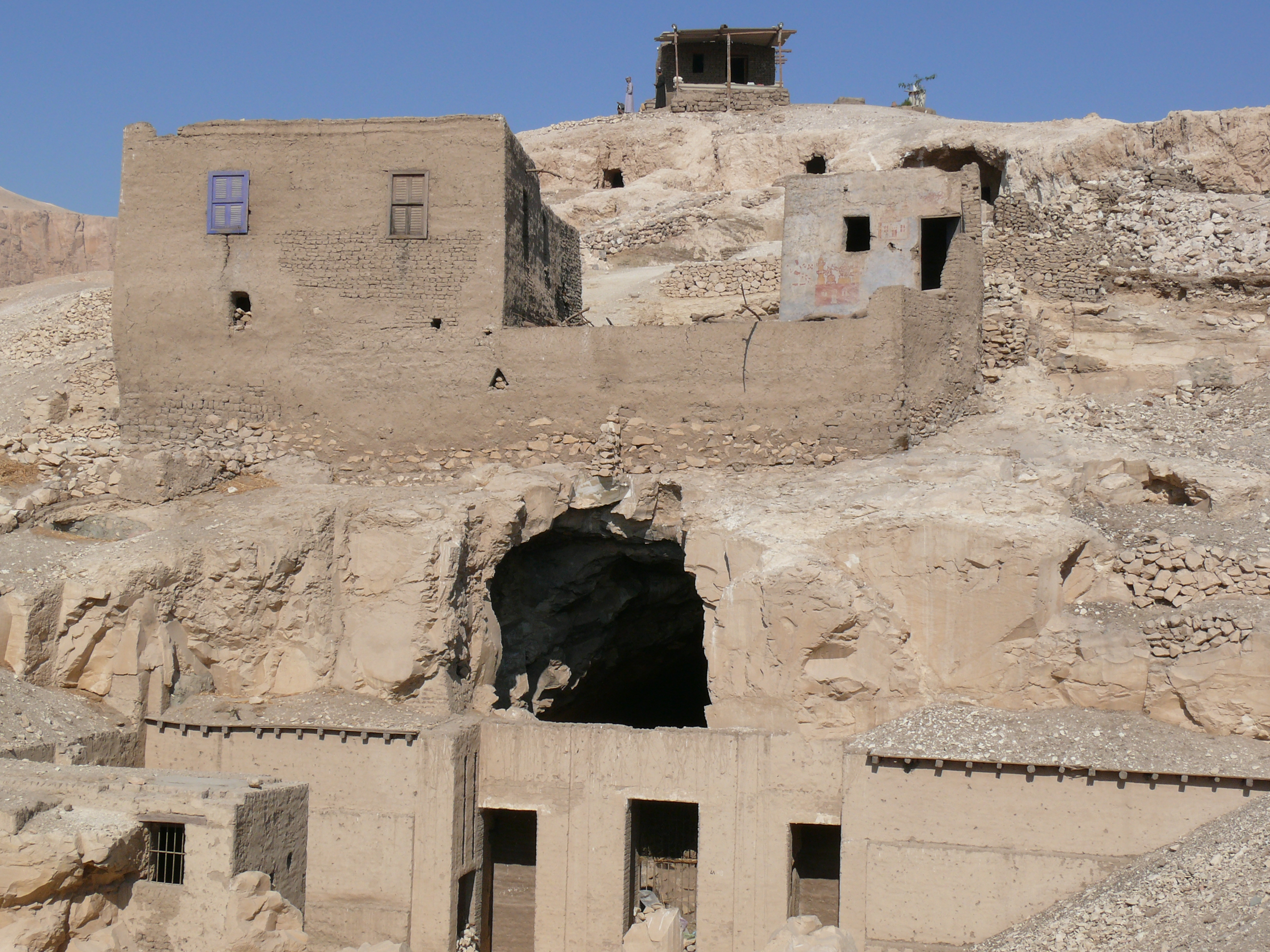
Una casa abandonada, construïda sobre una antiga tomba (forat), dalt del turó una caseta de vigilància de la policia.

### La reubicació dels habitants
Entre el 2006 i el 2010 el govern egipci, mitjançant el Consell Suprem d'Antiguitats, va obligar a traslladar-se els habitants d'al-Qurna a un poble nou, al-Qurna al-Djadida ("La nova Qurna"), que havien construït expressament per a ells i va fer enderrocar les cases antigues, al·legant que així es podrien recuperar totes les tombes de l'Antic Egipte que havien quedat soterrades sota les construccions més modernes, i que els habitants d'al-Qurna tindrien aigua corrent i altres infraestructures que fins aleshores els havien estat negades per l'emplaçament del poble. Zahi Hawass, aleshores cap del Consell, va comentar que aquesta mesura també serviria per a protegir millor les tombes dels robatoris freqüents i per a millorar-ne les condicions, ja que és freqüent que els saquejadors destrueixin els antics monuments per a robar-ne els tresors que es poden endur i vendre.
Alguns dels habitants del poble i amics, contraris a l'enderrocament, van muntar una exposició i una pàgina web sobre la història de més de 200 anys del poble, el projecte s'anomena "Història de Qurna".

## Les tombes
Té unes 150 tombes descobertes i classificades, la majoria pertanyen a l'època de l'Imperi Nou, sobretot de la dinastia XVIII i de la XIX. També hi ha alguna tomba d'altres dinasties, de la XI i de la XII (Imperi Mitjà) i de la XX (Imperi Nou) i la XXI (Tercer període intermedi). Algunes de les tombes es poden visitar, les entrades es venen en lots de dos i valen vint lliures egípcies cada lot (preu per als estrangers, els egipcis paguen dues lliures i els estudiants tenen un 50% de descompte). Els quatre lots existents són:

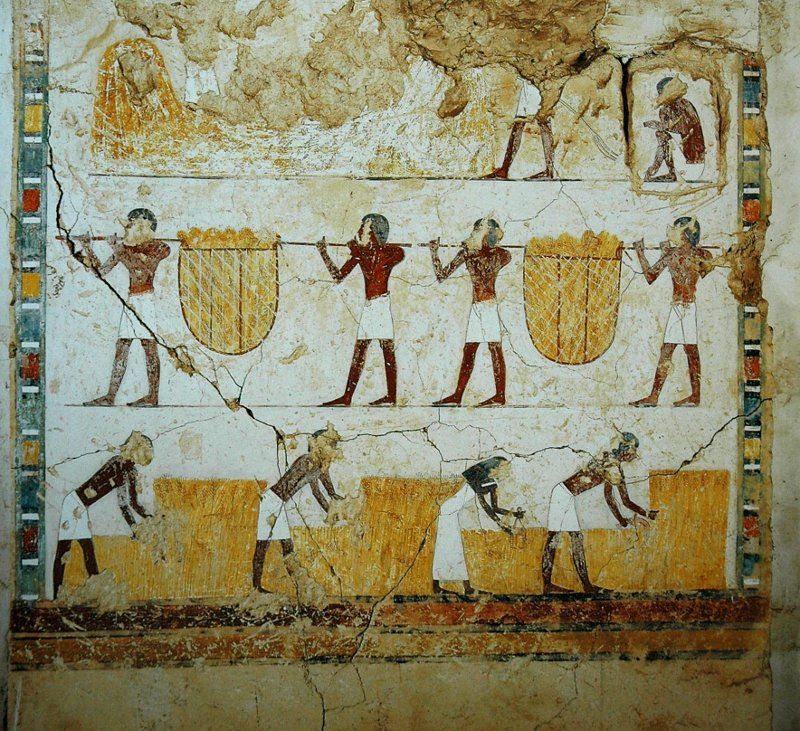
Tomba d'Ineni (TT81).

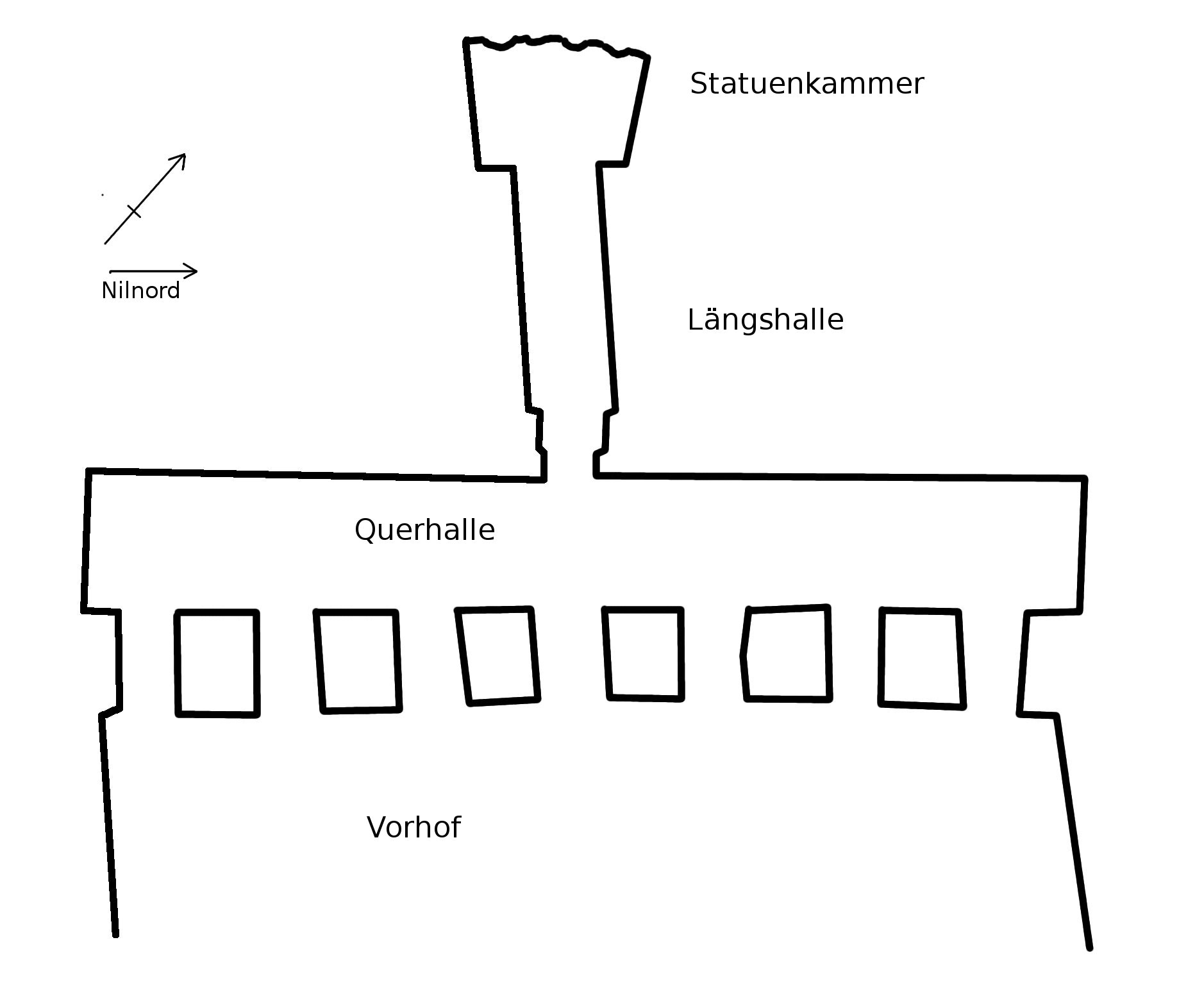
Plànol de la tomba d'Ineni (TT81), de baix a dalt: pati exterior, columnes i "porxo", passadís i capella.

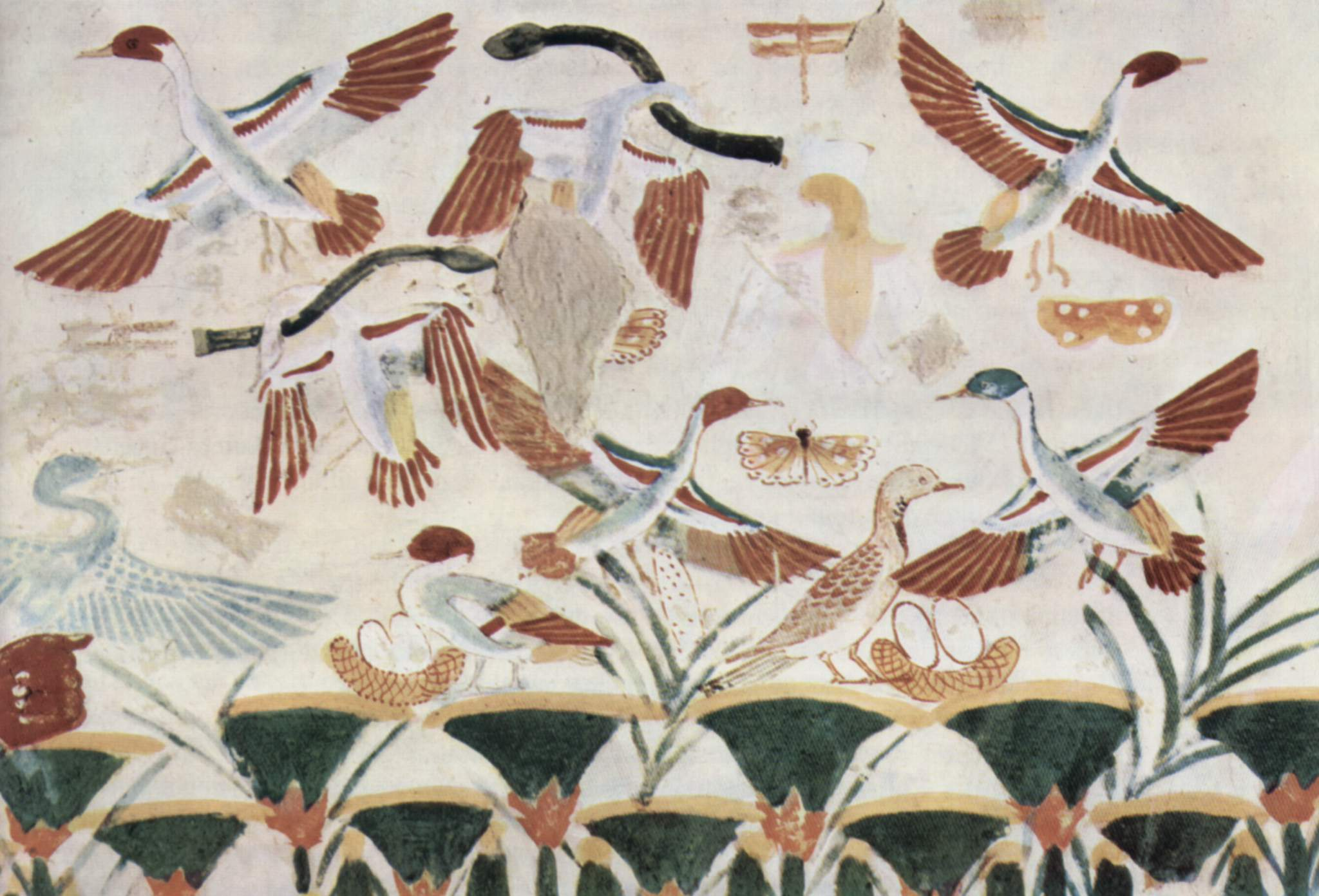
Decoració de la tomba de Nakht (TT52).

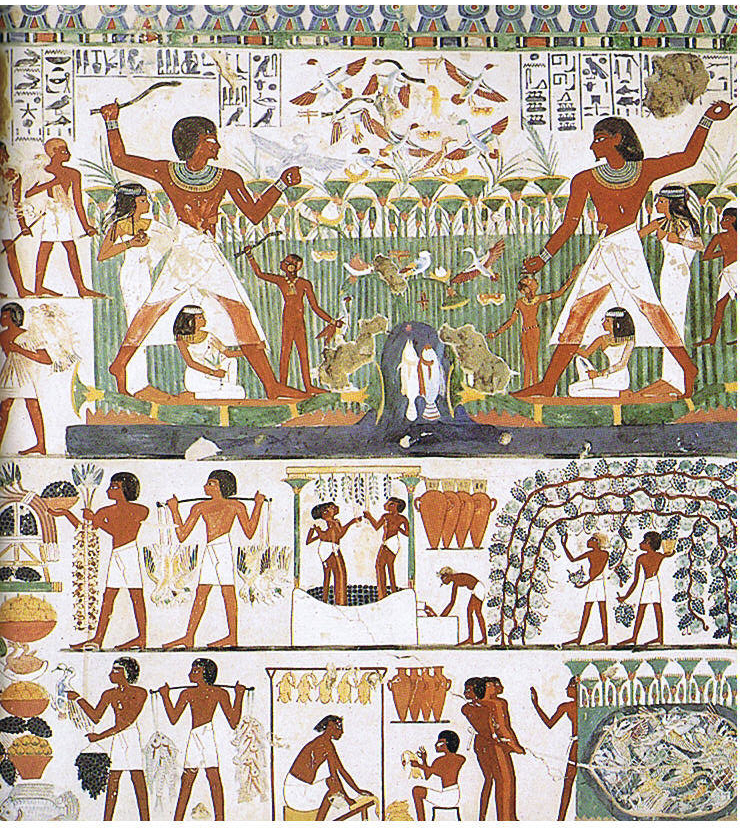
Nakht caçant i pescant (TT52).

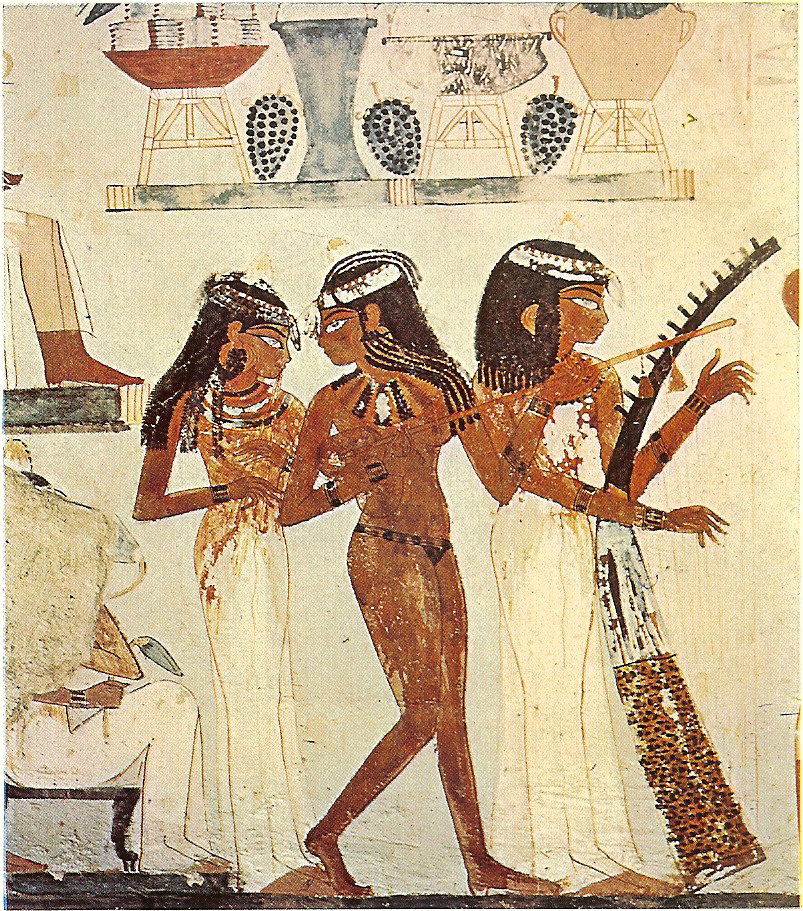
Ballarines i músics a la TT52

1. Tombes de Rekhmire i de Sennefer
2. Tombes de Menna i de Nakht
3. Tombes d'Userhet i de Ramose
4. Tombes d'Userhet i de Benia

### La tomba de Nebamon

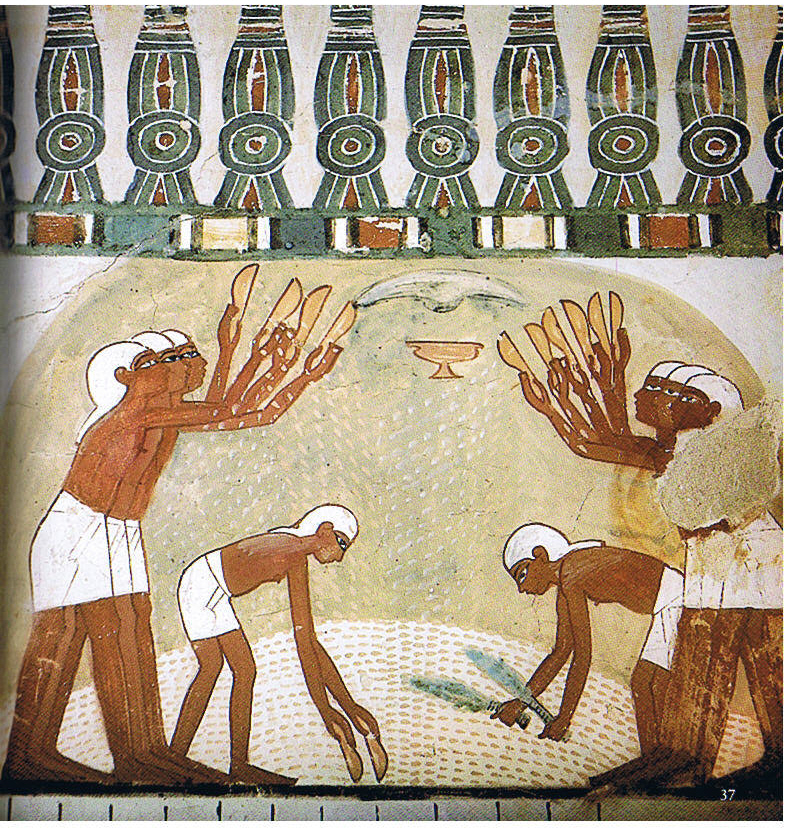
Pagesos sembrant, les sanefes i els dissenys recorden les de les tombes dels faraons (TT52).

La tomba de Nebamon, una de les més sofisticades de la zona de Tebes, va ser descoberta el 1820 pel primer egiptòleg grec modern, anomenat Dimitrios Papandriopulos, Yannis Athanasiou, Giovanni d'Athanasi o simplement Yanni (1798-1854). Per ordre del cònsol britànic i egiptòleg, Henry Salt, va arrencar diversos trossos de paret amb frescos de la tomba. L'egiptòleg va morir pobre a la ciutat de Londres sense haver revelat la ubicació de la tomba, que fins ara resta perduda en algun lloc de la necròpolis tebana. S'ha especulat que podria pertànyer a la zona de Dra Abu el-Naga o potser a la d'al-Qurna, ja que l'estil recorda molt el de les tombes de Nakht (TT52) i de Menna (TT69) i podria haver estat construïda i pintada pels mateixos artesans. Avui dia, les restes més importants i més ben conservades es troben al Museu Britànic des del 1821, es tracta d'onze peces grans considerades peces cabdals de l'art de l'Antic Egipte. El Museu Egipci de Berlín, el Museu de Belles Arts de Lió i el Museu Calvet d'Avinyó tenen altres peces més petites de la mateixa tomba.
La tomba data dels voltants del 1350 aC (Imperi Nou) i el seu propietari s'autoanomena "Escriba i responsable del gra dels graners del sagrat Amon (al temple de Karnak)". Pel tipus de pintures, per l'estil i per la seva execució, es creu que Nebamun va viure durant els regnats de Tuthmosis IV o d'Amenofis III.

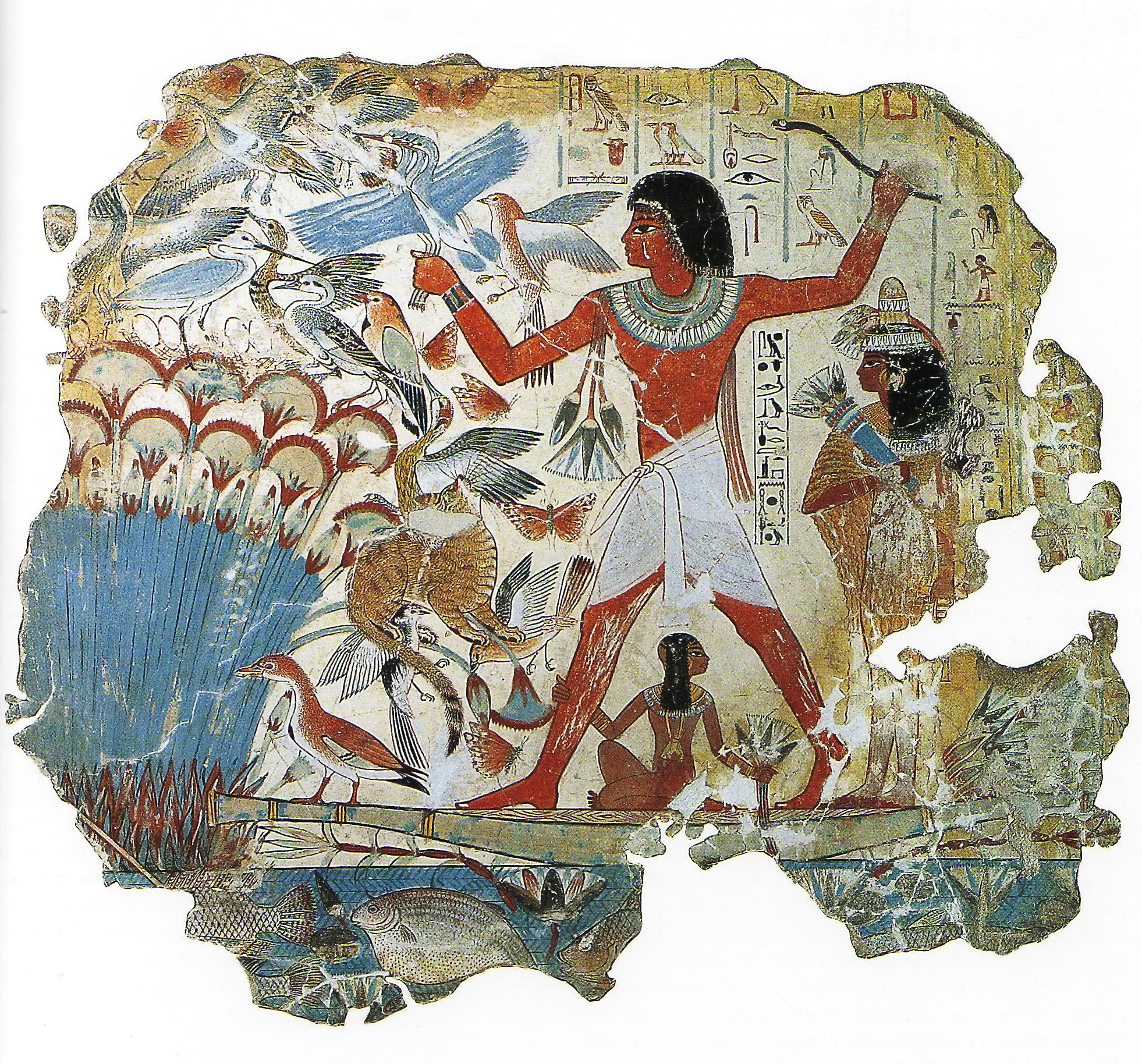
Fresc de la tomba de Nebamon (tomba perduda).

### Tombes destacades
Les tombes més rellevants pertanyen a la dinastia XVIII:

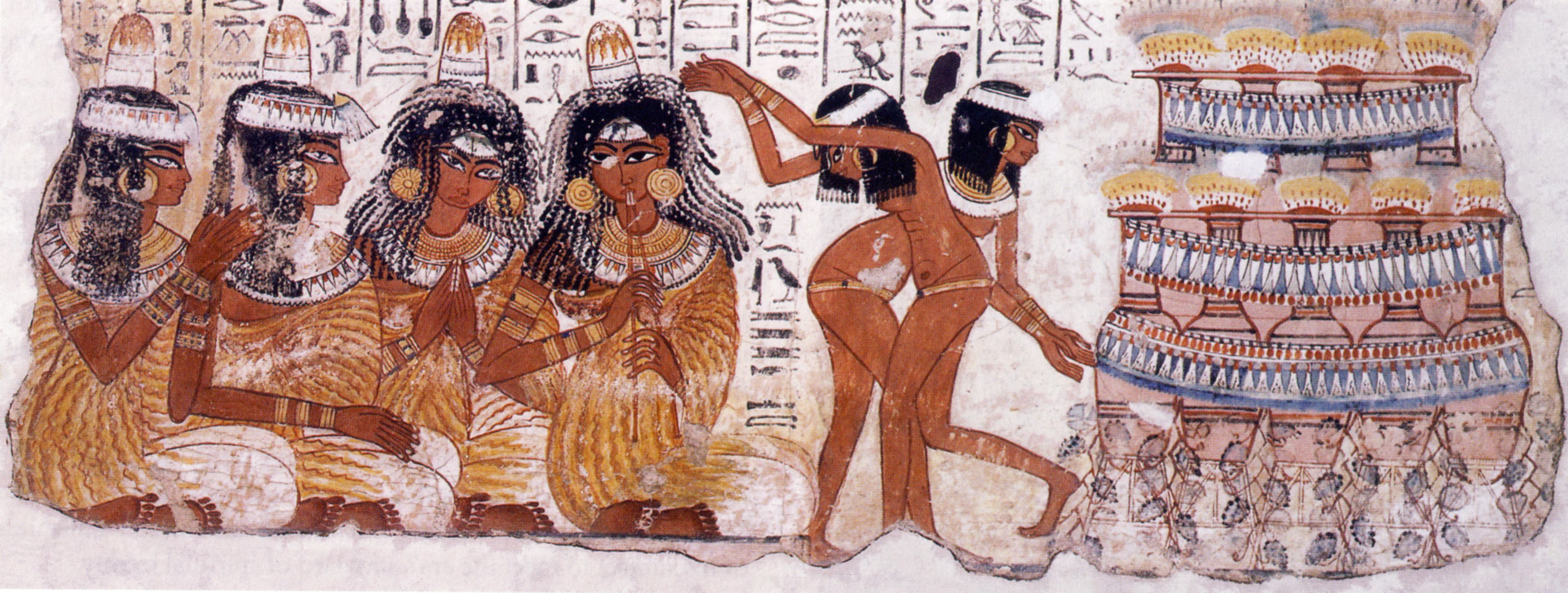
Ballarines i músics de la tomba de Nebamon (tomba perduda). Museu Britànic.

- Nakht, durant el regnat de Tuthmosis IV (TT52) - Dinastia XVIII.
- Ramose, djati durant el regnat d'Amenofis III i d'Akhenaton / Amenofis IV (TT55) - Dinastia XVIII.
- Menna, durant el regnat de Tuthmosis IV i potser el d'Amenofis III (TT69) - Dinastia XVIII.
- Sennefer, alcalde de Tebes durant el regnat d'Amenofis II (TT96) - Dinastia XVIII.
- Sennefer, tresorer reial durant el regnat de Tuthmosis III (TT99) - Dinastia XVIII.
- Rekhmire, durant el regnat de Tuthmosis III (TT100) - Dinastia XVIII.

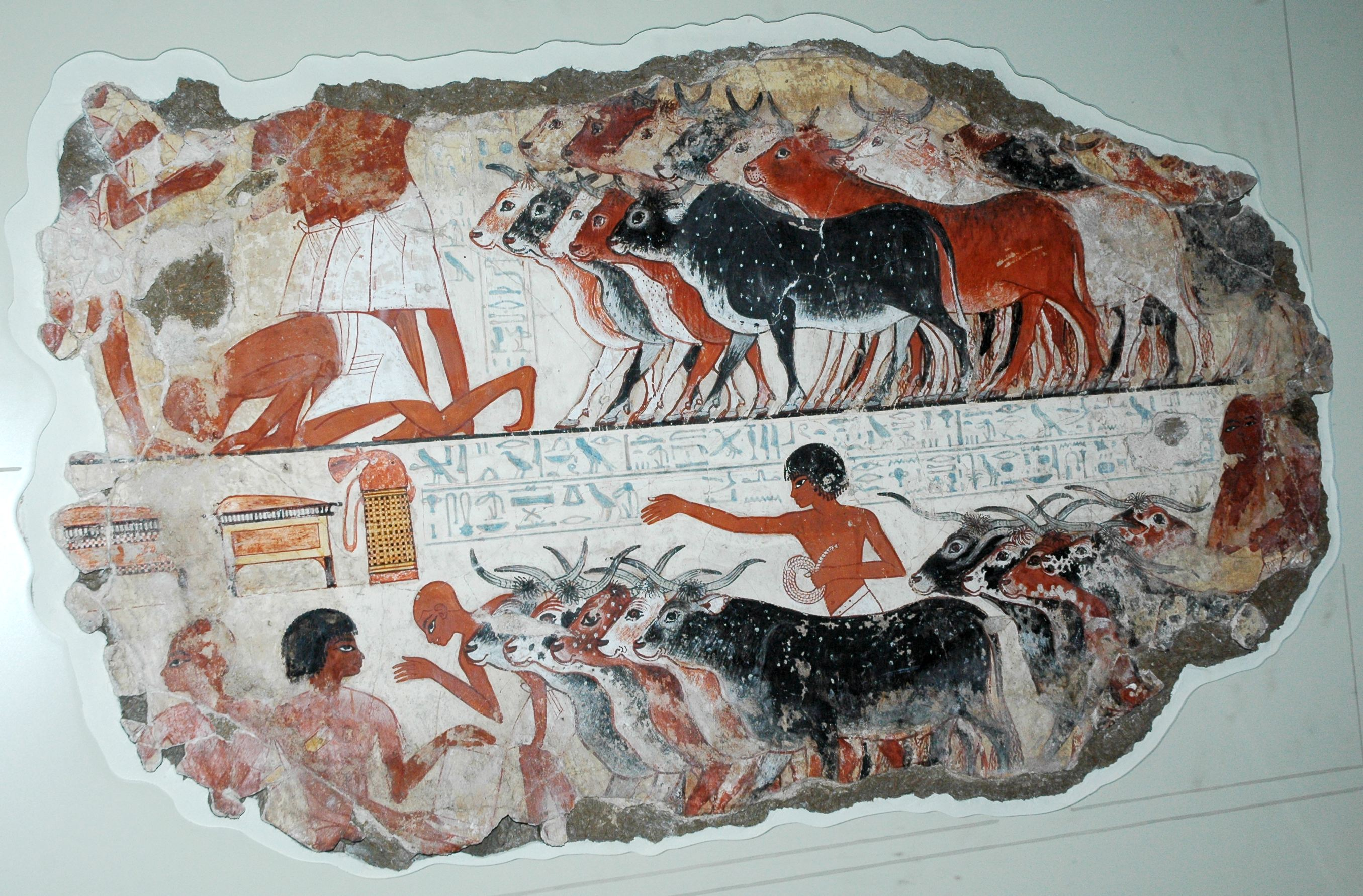
Nebamon supervisa el bestiar. Museu Britànic.

### Altres tombes
Segons l'ordre de classificació:

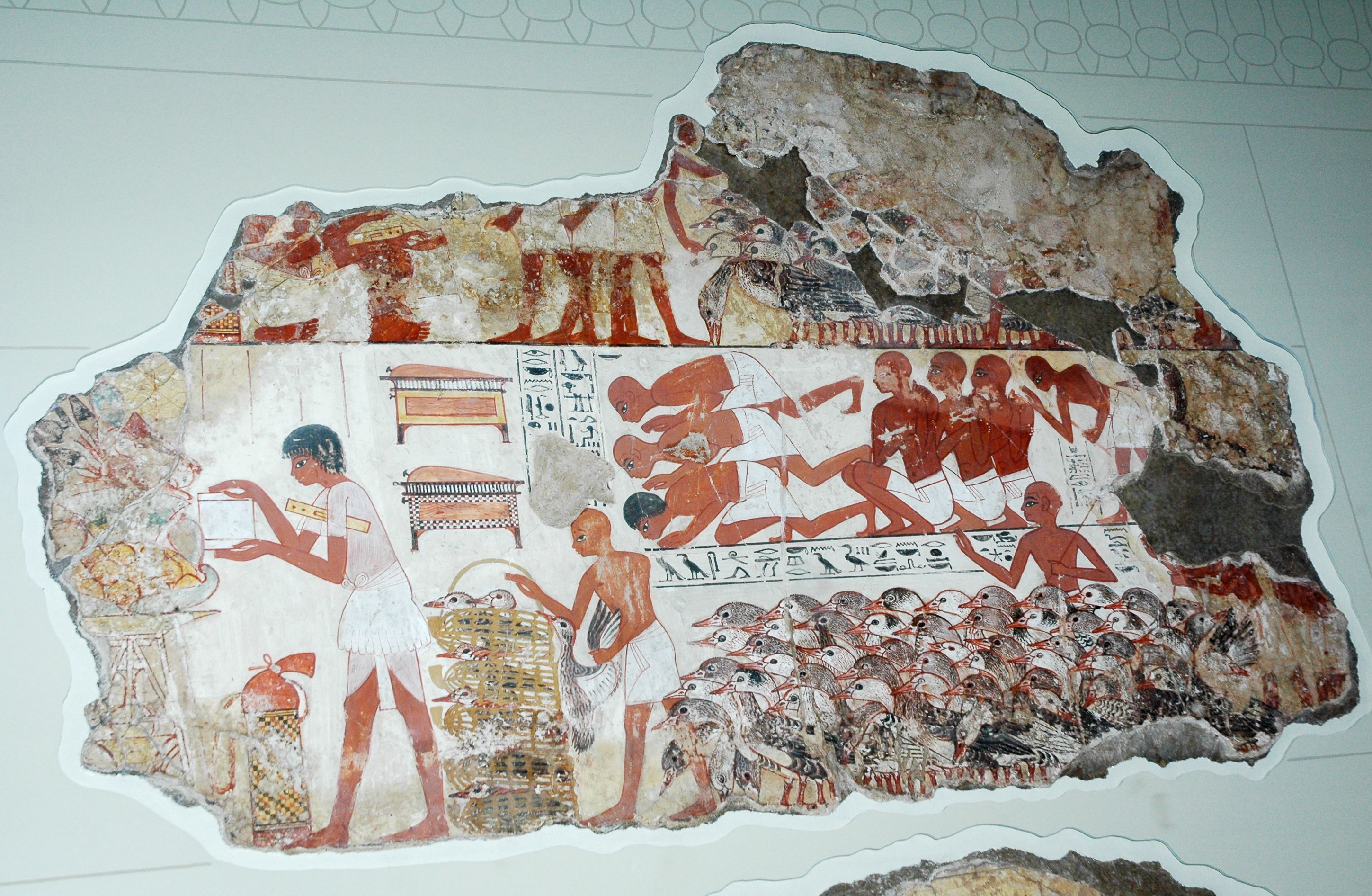
Nebamon supervisa l'aviram (oques). Museu Britànic.

- User, durant el regnat de Tuthmosis I (TT21) - Dinastia XVIII.
- Meriamon / Wah (TT22) - Dinastia XVIII.
- Tjay / To, durant el regnat de Merenptah (TT23) - Dinastia XIX.
- Nebamon, durant el regnat de Tuthmosis III (TT24) - Dinastia XVIII.
- Amenemopet / Pairi, durant el regnat d'Amenofis II (TT29) - Dinastia XVIII.
- Desconegut, usurpada per Khonsumose, durant el regnat de Ramsès III (TT30) - Dinastia XX.
- Khons / To, durant el regnat de Tuthmosis III (TT31) - Dinastia XVIII.
- Djeserkaraseneb, durant el regnat de Tuthmosis IV (TT38) - Dinastia XVIII.
- Amenemopet / Ipy (TT41) - Dinastia XIX.
- Amenmose, durant el regnat de Tuthmosis III (TT42) - Dinastia XVIII.
- Neferronpet, durant el regnat d'Amenofis I (TT43) - Dinastia XVIII.
- Amenemheb (TT44) - Període ramèssida.
- Tutemheb / Thiut, durant el regnat d'Amenofis II (TT45) - Dinastia XVIII.
- Ramose, durant el regnat d'Amenofis III i d'Akhenaton / Amenofis IV (TT46) - Dinastia XVIII.
- Neferhotep, durant el regnat de Horemheb (TT50) - Dinastia XVIII.
- Neferhebef / Userhet (TT51) - Inicis de la dinastia XIX.
- Amenemhat, durant el regnat de Tuthmosis III (TT53) - Dinastia XVIII.
- Hui i Kenro, durant el regnat de Tuthmosis IV (TT54) - Dinastia XVIII.
- Userhet, durant el regnat d'Amenofis II (TT56) - Dinastia XVIII.
- Khaemhet / Mahu, durant el regnat d'Amenofis III (TT57) - Dinastia XVIII.
- Desconegut, usurpada per Amenhotep i Amenemonet, durant el regnat d'Amenofis III (TT58) - Dinastia XVIII i usurpada durant les dinasties XIX o XX.
- Ken, durant el regnat de Tuthmosis III (TT59) - Dinastia XVIII.
- Intefiqer, durant el regnat de Senusret I (TT60) - Dinastia XII.
- Useramen / Amenuser / User, durant el regnat de Tuthmosis III (TT61) - Dinastia XVIII.
- Amenemwaskhet, durant el regnat de Tuthmosis III (TT62) - Dinastia XVIII.
- Sebekhotep, durant el regnat de Tuthmosis IV (TT63) - Dinastia XVIII.
- Hekerneheh, durant el regnat de Tuthmosis IV (TT64) - Dinastia XVIII.
- Nebamon i usurpada per Imiseba, durant el regnat de Hatshepsut (TT65) - Dinastia XVIII i usurpada durant el regnat de Ramsès IX, dinastia XX.
- Hepu, durant el regnat de Tuthmosis IV (TT66) - Dinastia XVIII.
- Hepuseneb, durant el regnat de Hatshepsut (TT67) - Dinastia XVIII.
- Espaneferhor / Penrenkhnum (TT68) - Període ramèssida.
- Desconegut, usurpada per Amenmose (TT70) - Usurpada durant la dinastia XXI.
- Senenmut, djati i arquitecte del temple de Hatshepsut a Deir el-Bahari (TT71) - Dinastia XVIII. *Aquesta tomba no va ser ocupada, forma part d'una tomba doble junt amb la TT353 (a Deir el-Bahari).
- Re, durant el regnat d'Amenofis II (TT72) - Dinastia XVIII.
- Amenhotep, durant el regnat de Hatshepsut (TT73) - Dinastia XVIII.
- Tjanuny, durant el regnat de Tuthmosis IV (TT74) - Dinastia XVIII.
- Amenhotep-si-se, durant el regnat de Tuthmosis IV (TT75) - Dinastia XVIII.
- Thenuna, durant el regnat de Tuthmosis IV (TT76) - Dinastia XVIII.
- Ptahemhet / Roi, durant el regnat de Tuthmosis IV (TT77) - Dinastia XVIII.
- Horemheb, durant el regnat de Tuthmosis III i d'Amenofis II (TT78) - Dinastia XVIII.
- Menkheper / Menkheperreseneb, durant el regnat de Tuthmosis III i d'Amenofis II (TT79) - Dinastia XVIII.
- Tutnefer, durant el regnat d'Amenofis II (TT80) - Dinastia XVIII.
- Ineni, arquitecte de Tuthmosis I, durant els regnats d'Amenofis I fins al de Tuthmosis III (TT81) - Dinastia XVIII.
- Amenemhat, durant el regnat de Tuthmosis III (TT82) - Dinastia XVIII.
- Amethu / Ahmose, durant el regnat de Tuthmosis III (TT83) - Dinastia XVIII.
- Amunedjeh / Meri, durant el regnat de Tuthmosis III (TT84) - Dinastia XVIII.
- Amenemheb / Mahu, durant el regnat de Tuthmosis III i d'Amenofis II (TT85) - Dinastia XVIII.
- Menkheperreseneb, durant el regnat de Tuthmosis III (TT86) - Dinastia XVIII.
- Minnakhte, durant el regnat de Tuthmosis III (TT87) - Dinastia XVIII.
- Pehsukher / Thenenu, durant el regnat de Tuthmosis III i d'Amenofis II (TT88) - Dinastia XVIII.
- Amenmose, durant el regnat d'Amenofis III (TT89) - Dinastia XVIII.
- Nebamon, durant el regnat de Tuthmosis IV i d'Amenofis III (TT90) - Dinastia XVIII.
- Meri, durant el regnat de Tuthmosis IV i d'Amenofis III (TT91) - Dinastia XVIII.
- Suemnut, durant el regnat d'Amenofis II (TT92) - Dinastia XVIII.
- Kenamon, durant el regnat d'Amenofis II (TT93) - Dinastia XVIII.
- Ami / Ramose, durant el regnat d'Amenofis II (TT94) - Dinastia XVIII.
- Meri, durant el regnat d'Amenofis II (TT95) - Dinastia XVIII.
- Amenemhat, durant el regnat d'Amenofis II (TT97) - Dinastia XVIII.
- Kaemheribsen, durant el regnat de Tuthmosis III (TT98) - Dinastia XVIII.
- Thanuro, durant el regnat d'Amenofis II (TT101) - Dinastia XVIII.
- Imhotep, durant el regnat d'Amenofis III (TT102) - Dinastia XVIII.
- Dagi (TT103) - Dinastia XI.
- Tutnefer, durant el regnat d'Amenofis II (TT104) - Dinastia XVIII.
- Khaemopet (TT105) - Dinastia XIX.
- Paser, durant el regnat de Ramsès I, Seti I i Ramsès II (TT106) - Dinastia XIX.
- Nefersekheru, durant el regnat d'Amenofis III (TT107) - Dinastia XVIII.
- Nebseni, durant el regnat de Tuthmosis IV (TT108) - Dinastia XVIII.
- Min, durant el regnat d'Amenofis III (TT109) - Dinastia XVIII.
- Tutmosis, durant el regnat de Hatshepsut i Tuthmosis III (TT110) - Dinastia XVIII.
- Amenwahsu, durant el regnat de Ramsès II (TT111) - Dinastia XIX.
- Ashefytemwaset / Menkheperreseneb: Menkheperreseneb, durant el regnat de Tuthmosis III i Amenofis II - Dinastia XVIII i Ashefytemwaset - Dinastia XIX o XX (TT112).
- Kynebu, durant el regnat de Ramsès VIII (TT111) - Dinastia XX.
- Amenmose, segurament durant el regnat d'Amenofis III (TT118) - Dinastia XVIII.
- Aanen, durant el regnat d'Amenofis III (TT120) - Dinastia XVIII.
- Ahmose, durant el regnat de Tuthmosis? (TT121) - Dinastia XVIII.
- Amenemhat / Amenhotep, durant el regnat de Tuthmosis III (TT122) - Dinastia XVIII.
- Amenemhat, durant el regnat de Tuthmosis III (TT123) - Dinastia XVIII.
- Rai, durant el regnat de Tuthmosis I (TT124) - Dinastia XVIII.
- Duauneheh, durant el regnat de Hatshepsut (TT125) - Dinastia XVIII.
- Hormose (TT126) - Dinastia XXVI?
- Senemiah, durant el regnat de Tuthmosis III? (TT127) - Dinastia XVIII.
- Pathenfy (TT128) - Dinastia XXVI
- Mai, durant el regnat de Tuthmosis III? (TT130) - Dinastia XVIII.
- Amenuser o User, durant el regnat de Tuthmosis III (TT131) - Dinastia XVIII.
- Ramose, durant el regnat de Taharqa (TT132) - Dinastia XXV
- Neferronpet, durant el regnat de Ramsès II (TT133) - Dinastia XIX.
- Thauenany o Ani (TT134) - Dinastia XIX.
- Bakenamon (TT135) - Dinastia XIX.
- Mose, durant el regnat de Ramsès II (TT137) - Dinastia XIX.
- Nedjemger, durant el regnat de Ramsès II (TT138) - Dinastia XIX.
- Pairi, durant el regnat d'Amenofis III (TT139) - Dinastia XVIII.
- Nebmehit, durant el regnat de Ramsès II (TT170) - Dinastia XIX.
- Ahmose o Humai, durant el regnat de Hatshepsut o Tuthmosis III (TT224) - Dinastia XVIII.
- Amenmose (TT228) - Dinastia XVIII.
- Men (TT230) - Dinastia XVIII.
- Neferronpet, durant el regnat de Tuthmosis IV? (TT249) - Dinastia XVIII.
- Ramose, durant el regnat de Ramsès II (TT250) - Dinastia XIX.
- Amenmose, durant el regnat de Tuthmosis III (TT251) - Dinastia XVIII.
- Senimen, durant el regnat de Hatshepsut (TT252) - Dinastia XVIII.
- Hori (TT259) - Dinastia XIX o XX.
- Piay, durant el regnat de Ramsès II (TT263) - Dinastia XIX.
- Intef / Meketre, durant el regnat de Mentuhotep II (TT280) - Dinastia XI.
- Tutnefer o Djehutinefer, durant el regnat de Tuthmosis III? (TT317) - Dinastia XVIII.
- Amenmose, durant el regnat de Hatshepsut i Tuthmosis III (TT318) - Dinastia XVIII.
- Hatiay (TT324) - Dinastia XIX o XX.
- Paniut / Sunero (TT331) - Dinastia XIX o XX.
- Nakhtamun, durant el regnat de Ramsès II (TT341) - Dinastia XIX.
- Tutmosis, durant el regnat de Tuthmosis III (TT342) - Dinastia XVIII.
- Benia / Pahekmen (TT343) - principis de la dinastia XVIII.
- Amenhotep, durant el regnat de Tuthmosis I (TT345) - Dinastia XVIII.
- Amenhotep / Penra: Penra, durant el regnat de Ramsès II - Dinastia XIX i Amenhotep, durant el regnat de Ramsès IV - Dinastia XX (TT346).
- Hori (TT347) - Dinastia XIX o XX.
- Desconegut, usurpada per Nedjemger (TT348) - Dinastia XVIII, usurpada durant la dinastia XXII.
- Tjai (TT349) - principis de la dinastia XVIII.
- Abau (TT351) - Dinastia XIX o XX.
- Paser, durant el regnat d'Amenofis II (TT367) - Dinastia XVIII.
- Amenhotep Hui (TT368) - finals de la dinastia XVIII.
- Nebmehyt (TT384) - Dinastia XIX.
- Hunefer (TT385) - Dinastia XIX o XX.
- Karabasaken (TT391) - Dinastia XXV.
- Nakht (TT397) - Dinastia XVIII?
- Kamose o Nentauaref (TT398) - Dinastia XVIII.
- Merymaat (TT403) - Dinastia XIX o XX.
- I unes quantes de personatges no identificats